# Christopher Jones (vescovo)
Christopher Jones (Roscommon, 3 marzo 1936 – Sligo, 18 maggio 2018) è stato un vescovo cattolico irlandese.

## Biografia
Monsignor Christopher Jones nacque a Roscommon il 3 marzo 1936. Era il penultimo di undici figli. Quattro sorelle entrarono nella vita religiosa e anche un suo fratello era sacerdote della diocesi di Elphin.

### Formazione e ministero sacerdotale
Ricevette la sua educazione primaria alla Rathcroghan National School. Fu una grande tristezza personale per lui quando questa scuola fu chiusa poco dopo il suo pensionamento. Terminati gli studi di secondo livello presso il Collegio dell'Immacolata Concezione di Sligo, fu ammesso al Saint Patrick's College di Maynooth dove compì gli studi per il sacerdozio. Osservò poi che l'insegnamento del Concilio Vaticano II allora in svolgimento fosse stato parte del suo ministero sacerdotale.
Il 21 giugno 1962 fu ordinato presbitero per la diocesi di Elphin. A parte i primi tre anni di sacerdozio, spesi come insegnante al St. Muredach's College di Ballina, operò nella città di Sligo. Dopo aver servito per tre anni nello staff del St. Muredach's College, nel 1965 divenne insegnante al Summerhill College di Sligo. Trascorse più di un anno come archivista presso il Saint Mary's di Sligo e come cappellano dell'ospedale di San Columba nel 1971. Ritornò al Summerhill College come direttore spirituale dal 1973 al 1979.
Dopo aver conseguito il diploma in amministrazione sociale allo University College di Dublino, venne nominato primo direttore dei servizi sociali di Sligo, istituiti come risposta di fede coordinata a coloro che vivono ai margini della società nella regione di Sligo. In quella veste, fece amicizie per tutta la vita con i senzatetto e con molti membri della comunità itinerante. Il suo impegno per i poveri fu ben espresso nel suo discorso in occasione dell'apertura del nuovo Summerhill College nel 2013, quando commentò la dignità di ogni persona umana in questi termini: "Tragicamente una persona può essere sfregiata dalla povertà o dalla violenza o dall'alcool o da altre droghe ma dobbiamo sempre vedere sotto la povertà e la dipendenza, la dignità e la bellezza di ogni persona umana fatta a immagine e somiglianza di Dio e destinata alla gloria. Tutti noi siamo chiamati a fare tesoro di quella dignità e ad aiutarla a emergere attraverso la nostra cura e gentilezza".
Dopo aver operato per sei anni come curato a Rosses Point, nel 1987 venne nominato amministratore parrocchiale della cattedrale dell'Immacolata Concezione di Sligo. Durante il suo servizio come amministratore e poi come vescovo, stabilì relazioni di lavoro molto calde e proficue con il clero delle varie confessioni cristiane della diocesi e specialmente nell'area di Sligo.

### Ministero episcopale
Il 24 maggio 1994 papa Giovanni Paolo II lo nominò vescovo di Elphin. Ricevette l'ordinazione episcopale il 15 agosto successivo nella cattedrale dell'Immacolata Concezione di Sligo dall'arcivescovo Emanuele Gerada, nunzio apostolico in Irlanda, coconsacranti l'arcivescovo emerito di Tuam Joseph Cassidy e il vescovo di Killala Thomas Anthony Finnegan. Durante la stessa celebrazione prese possesso della diocesi.

#### Formazione scolastica
Nel suo servizio educativo, monsignor Jones andò ben oltre le normali strutture consultive e amministrative per l'educazione nella diocesi. Durante il suo episcopato, gli incontri pastorali per gli insegnanti, per i dirigenti scolastici e per i consigli scolastici erano una caratteristica regolare.
Uno dei punti salienti del suo ministero come vescovo fu lo sviluppo di un nuovo campus per il Collegio dell'Immacolata Concezione di Sligo (Summerhill College), dove lui stesso aveva studiato nella sua adolescenza e dove aveva insegnato negli anni '60. In occasione dell'apertura del nuovo campus universitario, dichiarò: "Oggi nel discorso irlandese contemporaneo c'è la tentazione di respingere le credenze religiose come intrinsecamente irrazionali, divisive e persino anti-intellettuali. Il principio più importante alla base dell'educazione cattolica è il valore di questo dialogo in corso tra fede e ragione. È questo principio che aiuta a spiegare il valore unico delle scuole cattoliche".
Nel 2016 gli venne intitolato il Bishop Christopher Jones Learning Center, un'unità specializzata per studenti con autismo presso il Summerhill College.
Monsignor Jones avviò le discussioni che portarono alla fusione dei due college diocesani di Athlone (il Saint Aloysius College e Saint Joseph's College, Summerhill) nel settembre del 2017. Si rallegrò particolarmente per il nome scelto per il nuovo College, Coláiste Chiaráin, perché era sempre irremovibile sul fatto che San Ciarán di Clonmacnoise appartenesse davvero a Roscommon e quindi alla diocesi di Elphin.

#### Diaconato permanente
Quando all'inizio del nuovo millennio la Chiesa cattolica in Irlanda restaurò il diaconato permanente, monsignor Jones fu uno dei primi vescovi irlandesi a riconoscerne le potenzialità. Sin dai primissimi giorni della Chiesa, il servizio ai bisognosi o "a quelli ai margini" è sempre stato parte integrante del ministero dei diaconi. Coloro che lo conoscevano vedevano immediatamente la connessione, perché era sempre stato vicino ai senzatetto e ai poveri e avrebbe sempre voluto che questo fosse parte integrante della missione della diocesi. I primi sei diaconi permanenti della diocesi furono ordinati nel 2012. Nel dicembre del 2017 ne vennero ordinati altri due.

#### Tutela dei minori
La nomina del vescovo Jones nel 1994 coincise con le prime indagini penali sull'abuso dei minori e con la nascente consapevolezza sull'impatto duraturo che tali abusi hanno sui bambini e sulle famiglie. Da allora, fino al suo pensionamento vent'anni dopo, il vescovo Jones dedicò una parte significativa del suo tempo e delle sue energie allo sviluppo di politiche e di procedure per la salvaguardia nella diocesi di Elphin. Durante i suoi anni di episcopato venne introdotto l'ufficio di salvaguardia diocesano, ben dotato di risorse, mentre vennero nominati e formati dei rappresentanti della salvaguardia parrocchiale in ogni parrocchia. Monsignor Jones guidò la diocesi attraverso il primo audit del Consiglio nazionale per la salvaguardia dei bambini nella Chiesa cattolica in Irlanda. Tutto ciò contribuì ad aumentare la consapevolezza a tutti i livelli della diocesi, che la tutela dei bambini è una responsabilità che tutti condividono. Il risultato è una diocesi in cui i bambini partecipano attivamente e in sicurezza alla vita di ogni comunità parrocchiale.
Nel marzo del 2010, dopo la pubblicazione dei rapporti Ryan e Murphy sull'abuso di minori nella Chiesa, monsignor Jones accusò i media di essere "ingiusti e ingiusti" verso la Chiesa cattolica attraverso una concentrazione sulla gestione da parte delle autorità ecclesiastiche del clero problema dell'abuso sessuale. "Potrei dire con tutta questa enfasi sulla copertura, la copertura è andata avanti per secoli, non solo nella Chiesa. Sta succedendo oggi nelle famiglie, nelle comunità, nelle società. Perché stanno individuando la chiesa?". Monsignor Jones fu membro del Comitato di collegamento per la protezione dei bambini dell'episcopato e parlò in una conferenza stampa a Maynooth il 10 marzo del 2010. La Conferenza episcopale irlandese stava concludendo la sessione di tre giorni dell'assemblea primaverile.
Monsignor Jones descrisse il vescovo di Galway e Kilmacduagh Martin Drennan, che era stato vescovo ausiliare di Dublino per sette anni durante il periodo indagato dalla commissione Murphy, come "uno studioso e un uomo santo" e che ogni riferimento a lui nel rapporto Murphy era stato positivo.

#### Comunità itinerante
Il lavoro del vescovo Jones con la comunità itinerante come sacerdote e in seguito come vescovo ebbe un carattere innovativo, date le epoche in cui si svolgeva. Non solo fece una campagna per migliorare la sistemazione degli itineranti, ma fu un sostenitore appassionato di maggiori opportunità educative per la comunità itinerante. Con questo background, fece parte di numerose commissioni nazionali che si occupano di questioni relative al popolo itinerante e per molti anni fu presidente del Consiglio nazionale per gli itineranti e consulente del Ministro dell'ambiente.
Uno spaccato di questo lavoro venne rivelato nel 2012, quando presiedette i funerali della matriarca di un'importante famiglia di nomadi irlandesi, Nan Ward. Il vescovo parlò di un incontro a cui aveva partecipato nel 1968 per migliorare le opportunità educative per i nomadi.

#### Giovani
Molto prima della sua nomina a vescovo, mentre era ancora parte del corpo docente del Summerhill College, padre Jones si interessava in particolare della cura pastorale dei giovani di Sligo. C'era un edificio del Club della Gioventù in O'Connell Street che era un ex magazzino in pessime condizioni. Dopo la sua nomina a vescovo, con l'aiuto di un comitato molto dinamico, riuscì a raccogliere fondi per costruire un edificio di servizi per i giovani molto ben arredato a Rockwood Parade, sul fiume Garavogue. Co-fondò la Youth Enterprise Sligo, per sostenere la formazione e l'impiego dei giovani.

#### Apostolato dei fedeli laici
Uno degli importanti lasciti che il vescovo Jones lasciò alla diocesi di Elphin fu la sua visione di un attivo apostolato laicale. Parlando a Knock nel 2010 disse: "Nei miei anni come sacerdote lavoravo ogni giorno nel centro dei servizi sociali di Sligo con lo staff e le nostre centinaia di volontari mi davano una grande visione dei doni, dei talenti, della bontà e della competenza dei laici. I documenti del Vaticano II proclamavano l'importanza per la Chiesa dei laici: uomini e donne, giovani e anziani dovrebbero, a causa del loro battesimo, assumere il loro legittimo ruolo e responsabilità nella vita della Chiesa. Credo nel mio cuore che più i laici partecipano alla vita e al ministero della Chiesa, più la loro vita sarà arricchita e più energia e dinamismo porteranno alla vita della Chiesa in generale".

#### Sorelle religiose
Monsignor Jones apprezzò molto il contributo significativo delle religiose nella vita della diocesi, non solo per il loro lavoro apostolico, ma anche per la loro testimonianza di preghiera e semplicità di vita. Parlando del ruolo delle religiose nell'educazione, disse: "Hanno fornito educazione cattolica in tutte quelle comunità perché credevano che attraverso l'educazione stessero promuovendo ogni giorno l'amore di Dio, l'amore per il prossimo e l'apertura alla gente di un modo migliore di vivere. Onestamente credo che non potremo mai ringraziare abbastanza le nostre sorelle della Misericordia e tutti i religiosi che hanno dato la vita per amore a Dio e al suo popolo". (Omelia a Carraroe Holy Well, 2013).
Fu in risposta al suo invito rivolto a Madre Teresa di Calcutta che il ramo contemplativo delle Missionarie della carità stabilì una sua comunità a Sligo nell'anno giubilare 2000.

#### Sviluppo della fede adulta
Riconoscendo che la crescita spirituale è un viaggio che dura tutta la vita, monsignor Jones incoraggiò varie iniziative nella formazione della fede adulta, incluso lo studio del Catechismo della Chiesa cattolica. Un'altra sua iniziativa fu la nomina di un direttore diocesano dello sviluppo pastorale, il cui mandato includeva la formazione dei fedeli laici per varie forme di ministero e di servizio nelle loro comunità parrocchiali.

#### Conferenza episcopale
Come vescovo diocesano partecipò attivamente ai consigli e alle commissioni della Conferenza episcopale cattolica. Presiedette varie commissioni e consigli, tra cui la commissione per la pastorale e il consiglio per la previdenza sociale. Al momento del suo pensionamento, nel 2014, era presidente del consiglio episcopale per il matrimonio e la famiglia e presidente di Accord, il servizio della Chiesa cattolica per il matrimonio e la famiglia. Cercò costantemente di aumentare la consapevolezza della dipendenza della società da una vita familiare stabile. In una dichiarazione del 2009 affrontò la questione del recupero delle abitazioni familiari, un elemento della crisi abitativa che continua oggi ad affliggere la società irlandese. Disse: "Se il governo può intervenire per sostenere il sistema bancario, che è essenziale per il corretto funzionamento della società, allo stesso modo chiedo al governo di esplorare - con i creditori - i modi in cui la famiglia può essere protetta dal recupero in questi tempi straordinari".
Nel gennaio del 2013, il vescovo Jones rappresentò i vescovi cattolici irlandesi alle audizioni del Comitato per la salute dei bambini del Parlamento d'Irlanda. In quella sede fu un potente difensore della vita dei non nati. Disse: "Qualsiasi suggerimento che l'Irlanda sia un posto pericoloso per le donne incinte, perché non abortiamo, è una distorsione completa della verità. È anche gravemente ingiusto per i medici, le infermiere e le ostetriche dei nostri ospedali che hanno raggiunto standard di maternità così celebrati a livello internazionale".

#### Emigranti irlandesi e sviluppo occidentale
Monsignor Jones era molto consapevole della natura disomogenea dello sviluppo economico in Irlanda e dell'impatto che questo aveva avuto nel corso degli anni sulle comunità rurali. Vide questo riflesso nella vita di ogni parrocchia della diocesi. Come membro fondatore del Consiglio per l'Occidente, fu un instancabile sostenitore del tipo di sviluppo rurale che avrebbe aiutato a sostenere comunità vivaci a ovest dello Shannon. Nel 2012 venne premiato dal Consiglio per il suo "eccezionale contributo allo sviluppo nell'Irlanda occidentale e per l'arricchimento spirituale portato con una serie di campagne basate sulla comunità".
Viaggiò regolarmente per visitare le associazioni di emigranti della contea di Roscommon in varie parti del Regno Unito.

#### Ritiro e ultimi anni
Il 13 luglio 2014 papa Francesco accettò la sua rinuncia al governo pastorale della diocesi per raggiunti limiti di età. Continuò a vivere a Sligo. Mantenne un profilo relativamente basso nella sua ex diocesi, anche se i suoi commenti del luglio del 2015 sulle prospettive economiche future per l'Irlanda occidentale vennero ampiamente riportati. Era ampiamente rispettato come uomo di grande umiltà e umanità.
Dal suo ritiro subì la perdita di quattro delle sue sorelle, Patricia, Pauline, Ann (Nan) e Mary. Di fronte a queste perdite e al grave declino della propria salute durante lo stesso periodo, mostrò grande coraggio e capacità di recupero mantenendo il suo interesse per tutto ciò che stava accadendo nella diocesi e nel resto della Chiesa. Pur non essendo obbligato a farlo, partecipò alla visita ad limina compiuta dei vescovi irlandesi nel gennaio del 2017.
Morì pacificamente nella sua casa di Sligo circondato dalla sua famiglia venerdì 18 maggio 2018 all'età di 82 anni. Lasciò la sorella Eileen, religiosa delle suore di Gesù e Maria di Inishcrone, la cognata Pauline e una schiera di nipoti. Le esequie si tennero il 22 maggio alle ore 13:30 nella cattedrale dell'Immacolata Concezione di Sligo. Al termine del rito fu sepolto nel cortile dello stesso edificio.

## Genealogia episcopale
La genealogia episcopale è:
- Cardinale Scipione Rebiba
- Cardinale Giulio Antonio Santori
- Cardinale Girolamo Bernerio, O.P.
- Arcivescovo Galeazzo Sanvitale
- Cardinale Ludovico Ludovisi
- Cardinale Luigi Caetani
- Cardinale Ulderico Carpegna
- Cardinale Paluzzo Paluzzi Altieri degli Albertoni
- Papa Benedetto XIII
- Papa Benedetto XIV
- Papa Clemente XIII
- Cardinale Bernardino Giraud
- Cardinale Alessandro Mattei
- Cardinale Pietro Francesco Galleffi
- Cardinale Giacomo Filippo Fransoni
- Cardinale Carlo Sacconi
- Cardinale Edward Henry Howard
- Cardinale Mariano Rampolla del Tindaro
- Cardinale Rafael Merry del Val y Zulueta
- Arcivescovo Mauro Caruana, O.S.B.
- Arcivescovo Michael Gonzi
- Arcivescovo Emanuele Gereda
- Vescovo Christopher Jones